# Charles Vancouver Piper
 (mars 2019).
Si vous disposez d'ouvrages ou d'articles de référence ou si vous connaissez des sites web de qualité traitant du thème abordé ici, merci de compléter l'article en donnant les références utiles à sa vérifiabilité et en les liant à la section « Notes et références ».
Pour les articles homonymes, voir Piper.
Charles Vancouver Piper est un botaniste américain, né le 16 juin 1867 à Victoria en Colombie-Britannique et mort le 11 février 1926 à Washington D.C..

## Biographie
Il grandit à Seattle. Il fait ses études à la Territorial University de Washington jusqu’en 1892 et y obtient son Bachelor of Arts en 1885. Il s’intéresse très tôt à la botanique et à l’alpinisme au sein d’une société scientifique de Seattle, la Young Naturalists. À la fin de 1892, il rejoint un nouvel établissement nommé Washington Agricultural College and School of Science, aujourd’hui rebaptisé en Washington State Université. Il y passe dix ans et travaille en particulier avec son collaborateur, Rolla Kent Beattie (1875-1960), à une flore de l’État qui paraît en 1906 sous le titre de Flora of Washington.
Piper commence à travailler pour le compte du ministère américain de l’Agriculture en 1903. Il s’intéresse à l’introduction de graminées comme l’herbe de Soudan,  Sorghum vulgare Pers. var. sudanense Hitchc., pour servir de nourriture pour le bétail. Il se spécialise sur les aspects économiques de la botanique. Il s’intéresse aussi sur les œuvres des pionniers de la botanique américain et fait paraître les journaux tenus par Archibald Menzies (1754-1842) et David Douglas (1799-1834). Il joue un grand rôle dans la redécouverte de l’herbier de Meriwether Lewis (1774-1809). Ses travaux taxinomiques font l’objet de quelques critiques notamment pour sa propension à créer trop facilement de nouvelles espèces.

## Source
- (en) Biographie de la Washington State University Libraries